# Paulinho Ceará
Paulo da Silva, conhecido como Paulinho Ceará (Fortaleza, 8 de outubro de 1962) é um ex-futebolista e atual treinador de futebol brasileiro. Atualmente é treinador do Poços de Caldas.

## Carreira
Defendeu inúmeros clubes do futebol brasileiro, como: União Barbarense, Santo André, Fortaleza, Tupi, América de Natal Atlético Goianiense, Guarani de Divinópolis, até retornar ao Santo andré, para encerrar a carreira de jogador.
Após encerrar a carreira tornou-se treinador de futebol. Onde iniciou comandando as categorias de base do Araçatuba e em seguida, a do Santo André. Após isso comandou elencos principais, como do Mixto, Marcílio Dias, Jalesense, Fernandópolis, Itapirense, Joseense‎, Taquaritinga. retornou ao comando do Mixto, depois comandou o Batatais, Guariba, Mineiros, Lemense, Morrinhos, Associação Atlética Goiatuba e anteriormente, retornou ao comando do Morrinhos.

### Poços de Caldas
Em 15 de agosto de 2019, é anunciado como novo treinador do Poços de Caldas para a temporada 2020.

## Títulos

### Como jogador
Fortaleza
- Campeonato Cearense: 1983

América-RN
- Campeonato Potiguar: 1989

### Como treinador
Itapirense
- Paulista Série A3: 2013 (Obteve acesso a série A2).

Araçatuba (Base)
- Torneio Sul Africano: 1999

Santo André (Base)
- Taça São Paulo de Juniores: 2000

Jalesense
- Paulista da Série B2: 2003